# Liste der Bodendenkmäler in Eisenheim
Auf dieser Seite sind die Bodendenkmäler in dem unterfränkischen Markt Eisenheim zusammengestellt. Diese Tabelle ist eine Teilliste der Liste der Bodendenkmäler in Bayern. Grundlage ist die Bayerische Denkmalliste, die auf Basis des Bayerischen Denkmalschutzgesetzes vom 1. Oktober 1973 erstmals erstellt wurde und seither durch das Bayerische Landesamt für Denkmalpflege geführt wird. Die folgenden Angaben ersetzen nicht die rechtsverbindliche Auskunft der Denkmalschutzbehörde.

## Bodendenkmäler in Eisenheim
| Lage       | Objekt                                                                                     | Akten-Nr.     | Bild |
| ---------- | ------------------------------------------------------------------------------------------ | ------------- | ---- |
| (Standort) | Verebnete vorgeschichtliche Grabhügel.                                                     | D-6-6027-0142 |      |
| (Standort) | Freilandstation des Mittelpaläolithikums.                                                  | D-6-6027-0224 |      |
| (Standort) | Siedlung des Mittelneolithikums und des Jung- bis Endneolithikums.                         | D-6-6126-0005 |      |
| (Standort) | Siedlung der Linearbandkeramik, des Neolithikums und der Latènezeit.                       | D-6-6126-0019 |      |
| (Standort) | Spätmittelalterliche oder frühneuzeitliche Landwehr.                                       | D-6-6126-0063 |      |
| (Standort) | Siedlung vor- und frühgeschichtlicher Zeitstellung.                                        | D-6-6126-0112 |      |
| (Standort) | Siedlung vor- und frühgeschichtlicher Zeitstellung.                                        | D-6-6126-0164 |      |
| (Standort) | Archäologische Befunde des Mittelalters und der frühen Neuzeit                             | D-6-6126-0239 |      |
| (Standort) | Untertägige Bauteile der frühneuzeitlichen Ortsbefestigung von Untereisenheim.             | D-6-6126-0240 |      |
| (Standort) | Archäologische Befunde im Bereich der mittelalterlichen und frühneuzeitlichen Kath. Kirche | D-6-6126-0241 |      |
| (Standort) | Archäologische Befunde im Bereich der frühneuzeitlichen Friedhofskapelle                   | D-6-6126-0244 |      |
| (Standort) | Archäologische Befunde im Bereich der frühneuzeitlichen Flurkapelle bei Untereisenheim.    | D-6-6126-0245 |      |
| (Standort) | Siedlung des Mittelneolithikums, der Hallstattzeit und der jüngeren Latènezeit.            | D-6-6127-0041 |      |
| (Standort) | Archäologische Befunde des Mittelalters und der frühen Neuzeit                             | D-6-6127-0270 |      |
| (Standort) | Archäologische Befunde im Bereich der frühneuzeitlichen Ortsbefestigung                    | D-6-6127-0271 |      |
| (Standort) | Archäologische Befunde im Bereich der mittelalterlichen Evang.-Luth. Pfarrkirche           | D-6-6127-0272 |      |
| (Standort) | Archäologische Befunde im Bereich der frühneuzeitlichen Friedhofskapelle                   | D-6-6127-0273 |      |